# SIU (만화가)
SIU(Slave. In Utreo, 선천적 노예라는 뜻, 본명: 이종휘)는 대한민국의 만화가이다. 대표작으로는 신의 탑이 있다.